# Phoniscus papuensis
Phoniscus papuensis — вид ссавців родини лиликових. 

## Проживання, поведінка
Країни поширення: Австралія (Новий Південний Уельс, Квінсленд), Індонезія (Іріан-Джая), Папуа Нова Гвінея. Проживає від рівня моря до 1300 м над рівнем моря. Цей вид був записаний у різних тропічних вологих типах лісу, сухих і вологих склерофільних лісах, прибережних лісах. Лаштує сідала, чи одинаками чи невеликими групами (до 20 осіб) в мертвому листі пальм, густому листі, дуплах дерев, гніздах птахів, печерах, будівлях і спорудах. В Австралії, бл. 95% його раціону складають павуки. 

## Морфологія
Він має темно-коричневе, кучеряве хутро з яскравими золотими кінчиками. Дорослі особини важать близько 6 грамів і мають розмах крил близько 25 см. 

## Загрози та охорона
Мешкає в багатьох природоохоронних територіях.